# Josefa González Aguado
Josefa González Aguado (Albuñuelas, 1907 - 1955) fue una farmacéutica y química española, que colaboró, dentro del Instituto Nacional de Física y Química (INFQ) con Santiago Piña de Rubíes en la determinación de las rayas analíticas cuantitativas del hafnio, itrio, lantano, escandio, bario, estroncio, calcio, magnesio y berilio. La guerra civil interrumpió su carrera, y sufrió una depuración posterior.

## Trayectoria
Josefa González Aguado nació en Albuñuelas (Granada) en 1907. Sus padres fueron Dolores Aguado Robles, natural de Pinos del Valle y de Sebastián González Jiménez, agricultor en Albuñuelas. Realizó el bachillerato en el Instituto General y Técnico de Granada, obteniendo el título el 4 de noviembre de 1924. 
En 1924 se matriculó en Químicas en la Universidad de Granada, en la que de un total de 211 alumnos eran tan solo cinco mujeres. De Granada se trasladó a Madrid, a la Universidad Central, donde se licenció con calificación de sobresaliente el 22 de septiembre de 1931. Simultáneamente realizó los estudios de Farmacia en la misma universidad, donde obtuvo la licenciatura igualmente en 1931. En su expediente personal figuran buen número de notables y sobresalientes. Inmediatamente pasó a impartir clases de Complementos de Química en la facultad de Farmacia como profesora ayudante.
Durante sus estudios fue una de las alumnas que asistió al Laboratorio Foster, dirigido por Mary Louise Foster.
El 7 de diciembre de 1931 ingresó en la Sociedad Española de Física y Química (SEFQ), donde fue presentada por Abramson y Solana. Obtuvo a continuación una beca en la Sección de Espectroscopía del Instituto Nacional de Física y Química (INFQ), donde trabajó con el profesor Piña de Rubies desde el 1933 al 1936 y desarrolló su formación como investigadora. En junio de 1935 publicó en los Anales de la Sociedad Española de Física y Química junto con Piña de Rubios un artículo sobre las rayas analíticas y cuantitativas del hafnio en el espectro del arco.
Su carrera se vio interrumpida por la guerra civil. Según la profesora Carmen Magallón, iba a defender su tesis ese mismo año, en 1936, pero no pudo hacerlo y según todos los indicios su tesis fue aprovechada posteriormente por alguien cercano al régimen. Siguiendo el testimonio de sus hijos, González Aguado había llorado porque le habían robado la tesis. Por su parte, su hija Amelia, recuerda para un trabajo de investigación llevado a cabo para el Instituto de Estudios de la Mujer de la Universidad de Granada en colaboración con los alumnos del IES Clara Campoamor de Huelva, que su madre tuvo dificultades para obtener un certificado de buena conducta tras la guerra, a la vez que recuerda a  González Aguado leyendo trabajos suyos, publicados y premiados a nombre de otras personas. Su labor como investigadora la justifica por la presencia en su casas de cuadernos impresos de trabajos realizados por ella.
Tras la guerra, tanto ella como su marido, el químico meteorólogo José Perán, con el que se había casado en 1936 fueron apartados de sus puestos y depurados, por haber sido afines al gobierno de la República. Se trasladaron, entonces, a Albuñuelas donde se preparó la oposición de farmacéutica titular consiguiéndola en 1949 y haciéndose cargo de la oficina de farmacia de esa localidad. Mientas tanto se ganó la vida dando clases particulares.
En su pueblo se la recuerda realizando una gran labor profesional al frente de la farmacia. A su muerte, la farmacia fue regentada por Álvaro López Ruiz y posteriormente por su hija Amelia Perán González. Además tuvo otro hijo.

## Reconocimientos
En 2012, el IES Clara Campoamor de Huelva puso en marcha entre los alumnos de la asignatura Cambios Sociales y Nuevas Relaciones de Género un proyecto de investigación en colaboración con el Instituto de la Mujer de la Universidad de Granada, acerca de la igualdad entre hombres y mujeres, rescatando la biografía de algunas figuras desconocidas y volcando los resultados en una página web, Iguales para hoy. Una de las biografías rescatadas fue la de Josefa González Aguado con entrevistas directas a familiares y conocidos.
Su localidad natal, Albuñuelas, inauguró en 2014 una biblioteca pública con el nombre de Josefa González Aguado como reconocimiento a la labor de la científica. Fue inaugurada por la delegad territorial de Educación, Ana Gámez, que resaltó que González Aguado era un buen ejemplo de cómo la educación y la cultura son el pilar que sustenta la igualdad de oportunidades.